# Čepure
Čepure (izvirno srbsko Чепуре) je naselje v Srbiji, ki upravno spada pod Občino Paraćin; slednja pa je del Pomoravskega upravnega okraja.

## Demografija
V naselju, katerega izvirno (srbsko-cirilično) ime je Чепуре, živi 654 polnoletnih prebivalcev, pri čemer je njihova povprečna starost 39,9 let (37,8 pri moških in 41,8 pri ženskah). Naselje ima 214 gospodinjstev, pri čemer je povprečno število članov na gospodinjstvo 3,86.
To naselje je, glede na rezultate popisa iz leta 2002, večinoma srbsko, a v času zadnjih treh popisov je opazno zmanjšanje števila prebivalcev.
|  |

| Demografija | Demografija     | Demografija     |
| Leto        | Št. prebivalcev | Št. prebivalcev |
| ----------- | --------------- | --------------- |
|             |                 |                 |
|             |                 |                 |
|             |                 |                 |
|             |                 |                 |
| 1948        | 1068            |                 |
| 1953        | 1125            |                 |
| 1961        | 1100            |                 |
| 1971        | 942             |                 |
| 1981        | 901             |                 |
| 1991        | 882             | 848             |
| 2002        | 885             | 825             |
|             |                 |                 |

| Etnična sestava po popisu iz leta 2002 | Etnična sestava po popisu iz leta 2002 | Etnična sestava po popisu iz leta 2002 | Etnična sestava po popisu iz leta 2002 | Etnična sestava po popisu iz leta 2002 |
| -------------------------------------- | -------------------------------------- | -------------------------------------- | -------------------------------------- | -------------------------------------- |
| Srbi                                   | Srbi                                   |                                        | 823                                    | 99,75%                                 |
| Hrvati                                 | Hrvati                                 |                                        | 1                                      | 0,12%                                  |
| Rusi                                   | Rusi                                   |                                        | 1                                      | 0,12%                                  |
| Neznano                                | Neznano                                |                                        | 0                                      | 0,0%                                   |